# Шамшин Василь Олександрович
Василь Олександрович Шамшин (12 вересня 1926, місто Єсентуки, тепер Ставропольського краю, Росія — 4 лютого 2009, місто Москва) — радянський державний діяч, міністр зв'язку СРСР. Кандидат у члени ЦК КПРС у 1981—1986 роках. Член ЦК КПРС у 1986—1990 роках. Депутат Верховної Ради СРСР 10—11-го скликань. Кандидат технічних наук (1957), доцент.

## Життєпис
Народився в родині лікаря. Після 1937 року родина переїхала до Підмосков'я. Трудову діяльність розпочав у 1944 році техніком Московської міської радіотрансляційної мережі.
У 1949 році закінчив факультет радіозв'язку і радіомовлення Московського електротехнічного інституту зв'язку.
У 1949—1958 роках — інженер, молодший науковий співробітник, старший інженер організації (НДІ) п/с 100 Міністерства зв'язку СРСР у Москві. У 1958—1960 роках — старший науковий співробітник, у 1960—1962 роках — начальник лабораторії організації (НДІ) п/с 701 Державного комітету СРСР з радіоелектроніки у Москві.
Член КПРС з 1962 року.
У 1962—1964 роках — начальник лабораторії, у 1964—1965 роках — заступник начальника сектора організації (НДІ) п/с 4077 Державного комітету СРСР з радіоелектроніки у Москві.
У 1965 доцент Всесоюзного заочного інституту зв'язку. У 1965—1968 роках — заступник начальника з наукової роботи Державного науково-дослідного інституту радіо.
У 1968—1975 роках — заступник міністра, у 1975—1980 роках — 1-й заступник міністра зв'язку СРСР. Одночасно у 1969—1981 роках — головний редактор журналу «Електрозв'язок».
24 жовтня 1980 — 7 червня 1989 року — міністр зв'язку СРСР.
З липня 1989 року — персональний пенсіонер союзного значення у Москві.
З 1990 року — головний редактор журналу «Електрозв'язок». Академік Міжнародної академії зв'язку і Міжнародної академії інформатизації, почесний член НТТ імені Попова, член суспільства радіоінженерів (США).
Помер 4 лютого 2009 року в Москві. Похований на Ваганьковському цвинтарі.

## Нагороди і звання
- два ордени Леніна (4.03.1976, 11.09.1986)
- орден «Знак Пошани» (24.07.1968)
- орден Сухе-Батора (Монголія)
- орден Хосе Марті (Куба)
- медалі
- Ленінська премія (1981)
- Премія Ради Міністрів СРСР
- Заслужений зв'язківець РРФСР